# 안명초등학교
안명초등학교(安明初等學校, Gimhae Anmyong Elementary School)는 대한민국 경상남도 김해시 한림면 안하리에 위치한 초등학교이다.

## 연혁
- 1940년 4월 1일: 안하 사설 강습소 인가
- 1948년 3월 25일: 안하초등학교 개교
- 1948년 5월 15일: 초대 김규용 교장 부임
- 1985년 8월 20일: 병설유치원 개원
- 1996년 3월 1일: 안명초등학교로 교명 변경
- 2006년 11월 16일: 경상남도교육청지정 진로교육 시범보고
- 2010년 3월 1일: 제29대 서점선 교장 부임
- 2010년 11월 5일: 경상남도교육청지정 소규모학교 협동교육 시범보고
- 2011년 11월 24일: 경상남도교육청 학교평가 최우수학교 선정
- 2012년 2월 18일: 제63회 졸업식(졸업생 총수 2,366명)
- 2019년 2월 22일: 제71회 졸업식(졸업생 총수)

## 학교 현황
- 학생수 = 70명
- 교직원수 = 교사: 10명, 직원: 6명
- 학급 수
  - 1학년: 1학급
  - 2학년: 1학급
  - 3학년: 1학급
  - 4학년: 1학급
  - 5학년: 1학급
  - 6학년: 1학급